# Romancing SaGa
Romancing SaGa är ett rollspel från 1992 utvecklat och publicerat av Square för Super Famicom. Det är det fjärde spelet i SaGa-serien. Spelet släpptes sedan för WonderSwan Color 2001 och mobiltelefoner 2009. En remake för PlayStation 2, med undertiteln Minstrel Song i Japan, släpptes i både Japan och Nordamerika 2005 av Square Enix. En remaster av Minstrel Song släpptes över hela världen 2022 för Android, iOS, Nintendo Switch, PlayStation 4, PlayStation 5 och Windows.
Handlingen följer åtta olika huvudpersoner på uppdrag genom världen Mardias, som alla går samman i en kamp mot den mörka guden Saruin. Spelet innehåller ickelinjär utforskning av spelvärlden, med turbaserade strider med gruppformationer. Som med andra SaGa-titlar finns det inga erfarenhetspoäng och karaktärsattributer och färdigheter avgörs av handlingar som vidtas i strid.